# Estación de Grau La Marina
Grau La Marina es una estación de las líneas 6 y 8 de Metrovalencia que se encuentra en el barrio del Grao de Valencia. Fue inaugurada el 27 de septiembre de 2007. Está situada en la plaza de la Armada Española, donde se levantan los dos andenes a ambos lados de las vías del tranvía.
Cabe destacar que cuando fue inaugurada, con el fin de dar servicio a los viajeros que fueran a ver la 32 America's Cup, se nombró como Grao pasando a llamarse Grau (en valenciano) tras la retirada de los rótulos indicativos de este evento. El 12 de diciembre de 2010, pasó a llamarse Grau-Canyamelar. El 16 de mayo de 2022, con la inauguración de la línea 10, pasó a llamarse Grau La Marina.
Antiguamente existió otra estación de Grau, en este caso de ferrocarril económico. Estuvo operativa entre los años 1892, fecha en la que se inauguró la línea entre Valencia-Pont de Fusta y Grao, y 1991, fecha en la que FGV cerró la línea debido a las numerosas quejas vecinales y a que el estado era ruinoso.